# Staurochilus ramosus
Staurochilus ramosus är en orkidéart som först beskrevs av John Lindley, och fick sitt nu gällande namn av Gunnar Seidenfaden. Staurochilus ramosus ingår i släktet Staurochilus och familjen orkidéer. Inga underarter finns listade i Catalogue of Life.